# Jezioro Wójtowskie Małe
Jezioro Wójtowskie Małe – jezioro w woj. kujawsko-pomorskim, w powiecie włocławskim, w gminie Włocławek, leżące na terenie Kotliny Płockiej. Położone na terenie Gostynińsko-Włocławskiego Parku Krajobrazowego.

## Dane morfometryczne
Powierzchnia zwierciadła wody wynosi 9,2 ha.
Zwierciadło wody położone jest na wysokości 66,6 m n.p.m.. Średnia głębokość jeziora wynosi 3,9 m, natomiast głębokość maksymalna 8,5 m.
Na podstawie badań przeprowadzonych w 2004 roku wody jeziora zaliczono do II klasy czystości i III kategorii podatności na degradację.

## Hydronimia
Według urzędowego spisu opracowanego przez Komisję Nazw Miejscowości i Obiektów Fizjograficznych (KNMiOF) nazwa tego jeziora to Jezioro Wójtowskie Małe. W różnych publikacjach i na mapach topograficznych jezioro to występuje pod nazwą.